# Juan Carlos Masnik
Juan Carlos Masnik (Montevideo, 1943. március 2. – 2021. február 23.) válogatott uruguayi labdarúgó, hátvéd, edző.

## Pályafutása

### Klubcsapatban
1963 és 1965 között a Nacional, 1965 és 1967 között a Cerro labdarúgója volt. 1967-ben kölcsönben a New York Skyliners csapatában szerepelt. 1968 és 1970 között az argentin Gimnasia y Esgrima, 1971 és 1974 között ismét a Nacional játékosa volt. 1975-ben a New York Cosmos, 1976 és 1978 között a chilei Universidad Católica játékosa volt.

### A válogatottban
1967 és 1974 között 26 alkalommal szerepelt az uruguayi válogatottban. Részt vett az 1974-es NSZK-beli világbajnokságon.

### Edzőként
1984-ben a Nacional vezetőedzője volt. 1989 és 1999 között El Salvadorban tevékenykedett: a Luis Ángel Firpo, a FAS, az Atlético Marte, és az Alianza csapatainál.

## Sikerei, díjai
Nacional
- Uruguayi bajnokság
  - bajnok (2): 1971, 1972
- Copa Libertadores
  - győztes: 1971
- Interkontinentális kupa
  - győztes: 1971
- Copa Interamericana
  - győztes: 1971